# 와다우라역
와다우라역(일본어: 和田浦駅, わだうらえき)은 일본 지바현 와다우라 시에 있는 동일본 여객철도의 철도역이다. 소가역에서 와다우라 역까지의 영업거리는 우치보 선을 따라서는 106.8 km, 소토보 선을 따라서는 102.1 km으로, 도쿄역 방면에서 와다우라 역 ~ 아와카모가와 역을 찾을 경우 소토보 선을 경유하는 것이 좀 더 가깝다.

## 역 구조
상대식 2면 2선 구조의 지상역이다. 양쪽 승강장은 과선교로 이어져 있다. 역사는 산쪽에 있으며, 하행 승강장에 대합실을 운영하고 있다. 다테야마역이 관리하는 간이 위탁역으로, 간이 개찰기에서 스이카 및 제휴 교통카드의 사용이 가능하다. 스이카 충전기와 남녀 별도로 이용이 가능한 수세식 화장실이 있다.

### 승강장
| 1 | ■ 우치보 선 | 다테야마 · 기미쓰 · 기사라즈 · 지바 방면 |
| 2 | ■ 우치보 선 | 아와카모가와 방면                        |

## 역세권 정보
- 미나미보소시청 와다우라 출장소 (구 와다우라 정사무소)
- 와다우라 해수욕장 - 걸어서 5분 거리에 있다.
- 국도 제128호선

## 역사
- 1922년 12월 20일 : 일본국유철도의 역으로 개업하였다.
- 1987년 4월 1일 - 민영화에 따라 동일본 여객철도의 소속이 되었다.
- 2009년 3월 14일 - 스이카의 사용이 가능해졌다.

## 인접역
| 동일본 여객철도 우치보 선 | 동일본 여객철도 우치보 선 | 동일본 여객철도 우치보 선    |
| ------------------------- | ------------------------- | ---------------------------- |
| 에미 소가 방면            | ■ 우치보 선               | 미나미하라 아와카모가와 방면 |